# Сомаа
Сомаа — місто в Тунісі. Входить до складу вілаєту Набуль. Станом на 2004 рік тут проживало 6 287 осіб.